# 夢幻戰士
《夢幻戰士》為日本通訊網路於1986年发行的橫向捲軸動作遊戲，是梦幻战士系列的第一作。游戏后移植到多个平台。開發團隊是子公司狼組，原案及人物設計者是PiXEL。
本作在1986年發售時，以拿劍戰鬥的水手服女高中生穿著比基尼盔甲（ビキニアーマー）作為招牌，在當時還在草創時期的電視遊樂器世界掀起高潮，此作品的成功讓日本通訊網路成為遊戲大廠，而夢幻戰士系列也成為紅極一時的硬派動作遊戲。

## 遊戲系統
以PC Engine版本為標準。玩家在剛開始時只有沒有威力的ヴァリス劍，攻擊距離相當短，但是拿到強化武器後，即可運用該武器的攻擊模式打擊敵人。而玩家可以控制優子進行跳躍或滑鏟的動作躲避敵人或橫越地形陷阱，同時優子有血量限制，一旦血量歸零，本關即宣告失敗。
攻擊模式
- BULLET:等級1時攻擊力弱也只能攻擊正前方.等級提升時可以多一發子彈攻擊斜上方
- SABER:有貫穿能力強的特性.等級1時只有1柄劍飛出攻擊正前方的敵人.等級提升時可最多有4柄劍攻擊正前方
- HUNTER:有自動瞄準敵人的追蹤特性.等級1時只有2發飛鳥型能源彈攻擊敵人.等級提升時可以一次打出5發能源彈
- CUTTER:同樣也是貫穿能力強的武器.可以同時攻擊正上方與正前方.等級提升時攻擊的能源波範圍會擴大
- ARC SHOT:拋物線攻擊型能源彈.是攻擊力最強的武器.等級1時攻擊1次只有一發.等級提升時可最多有5發能源彈攻擊正前方

## 情节
暗黑界的魔王羅古雷斯的陰影迫向了夢幻界，一位普通的女高中生麻生優子被女王ヴァリア招喚到夢幻界。為了打到魔王羅古雷斯，優子的力量覺醒了，但擋在她面前的敵人竟然是……

### 角色
- 麻生優子（配音：島本須美，X68000版為宮本裕子） － 是一位普通的高中生.直到被女王ヴァリア指名成為ヴァリス戰士後.開啟了她的新命運
- 桐島麗子（配音：三田優子） － 優子的好朋友.但竟然站在了優子的敵對立場.與優子爆發戰鬥
- 羅古雷斯（配音：小林清志） － 暗黑界的統治者.為了侵略夢幻界.將其魔掌伸向了優子等人
- 瓦莉雅（配音：榊原良子） － 夢幻界女王.為了對抗魔王羅古雷斯.而招喚了優子前來.但心中其實是極為不願意.似乎是另有內情

## 開發与发行
本作是因為要參加《登入》（LOGiN）電腦雜誌主辦的遊戲奧林匹克大賽所開發的遊戲，由當時的狼組開發團隊負責人秋篠雅弘主導開發的參賽作品。而當時的企劃原案則是不良少女傳說，被公司幹部看中後立刻升級為主力開發商品，這才變成了今日的《夢幻戰士》。
遊戲發行同時也為女主角優子成立愛好者俱樂部，並在1989年時舉辦優子小姐的競選活動。第一名的宮本裕子當選優子小姐，第2名穴井夕子則扮演麗子的角色。這些手法非常有效的提升夢幻戰士的人氣，也為日後的發展打下成功的基礎。
游戏后来移植到PC-8801、X1、PC-9801、FM-77、红白机、Mega Drive、PC Engine、Microsoft Windows和日本移动电话等平台。Mega Drive版也标志着游戏在西方发行。

## 评价
本作在1986年發售時以美少女穿著比基尼盔甲勇敢的揮劍戰鬥造成話題，以當時相對保守的民風而言，優子這種造型可說是相當的大膽清涼，這可以說本作是首開此類風氣之先的始祖，因此夢幻戰士又被稱為美少女動作遊戲的開路先鋒。然而本作的賣點不僅是賣弄美少女而已，除了戰鬥之外還夾雜著精美的過場動畫，在當時還是草創時期的遊戲界引發視覺享受的新震撼，這種遊戲特色在日後成為各家大廠競相採用的模式。同時嚴謹的設定也為夢幻戰士系列帶來豐富的故事劇情背景，使得劇中等人的表現都像是有血有淚的真人般細膩，在當時還只是單純的戰鬥遊戲裡，夢幻戰士是首先跳脫這格局的先驅者之一。
而本作的劇情也環繞在優子與麗子兩人身上，劇中對兩人的遭遇都有很好的話題安排。明明是好朋友的兩人，卻因為命運的作弄而互相敵對，到最後勝利的一方還要承受日後的愧疚，讓遊玩的玩家充分感受到優子的無奈與悲傷。美少女+動畫+配樂+硬派動作遊戲，這四大組合成為夢幻戰士的招牌，也讓夢幻戰士在動作遊戲的歷史上高居大作排行榜之列，同時也是死忠玩家的必要堅持點。
本作優質的設計構造，在日後又另外催生了另一RPG大作《女神戰記》，因此本作系列除了開動作遊戲之先驅外，同時也是許多優質遊戲的中心依據。

## 影响

### 後續游戏
- 夢幻戰士II
- 夢幻戰士III
- 夢幻戰士IV
- SD夢幻戰士
- 夢幻戰士動畫集
- 夢幻戰士經典合集
- 手機遊戲版夢幻戦士ヴァリス[1]
- 手機遊戲版夢幻戦士ヴァリスII[1]
- 夢幻戰士X

### 漫畫
日本通訊網路為了拉抬夢幻戰士X的聲勢.請來同人漫畫家ZOL來繪畫夢幻戰士漫畫版，在Kill Time Communication發行的漫畫雜誌《Comic Valkyrie》創刊號開始連載，單行本全4集，東立出版社代理全球繁體中文版。漫畫中雖將原作略作些修改.基本上還是以原作精神為核心來進行劇情走向.此舉也獲得夢幻戰士系列愛好者們的肯定.雖然本漫畫是全年齡取向的作品，可是Kill Time Communication是以成人雜誌及書籍為主要業務的公司，ZOL長期擔任十八禁遊戲品牌LiliTH的原畫師，因此《Comic Valkyrie》走的路線還是具有讓女主角們受苦或走光的風格.也因此夢幻戰士雖然是該漫畫雜誌的超人氣招牌作品.但該漫畫依然沒有在愛好者群中形成主流觀點.同樣的也未能提高夢幻戰士X的能見度.因為愛好者們喜歡的依然是由島本須美詮釋麻生優子的正統系列。

## 外部連結
- 日本通訊網路官方網站（页面存档备份，存于）（日文）
- 原作者PIXEL網站 （页面存档备份，存于）（日文）
- 夢幻戰士漫畫版官方網站（日文）
- 夢幻戰士系列博物館[永久]（日文）
- 夢幻戰士資料室（日文）
- 美國VALIS介紹網站(英文)
- 美國VALIS介紹網站2 （页面存档备份，存于）(英文)